# Porcellio vesiculosus
Porcellio vesiculosus is een pissebed uit de familie Porcellionidae. De wetenschappelijke naam van de soort is voor het eerst geldig gepubliceerd in 1930 door Brian.